# Hebomoia dinizi
Hebomoia dinizi is een vlinder uit de familie van de witjes (Pieridae). De wetenschappelijke naam van de soort is voor het eerst geldig gepubliceerd in 1936 door De Toledo Piza.